# Arakan (Cotabato)
Arakan es un municipio filipino de segunda categoría, situado al sur de la isla de Mindanao. Forma parte de la provincia de Cotabato del Norte situada en la Región Administrativa de Mindanao Central. Para las elecciones está encuadrado en el Segundo Distrito Electoral de esta provincia.

## Geografía

### Barrios
El municipio se divide, a los efectos administrativos, en 28 barangayes o barrios, conforme a la siguiente relación:
| - Allab - Anapolon - Badiangon - Binoongan - Dallag - Datu Ladayon | - Datu Matangkil - Doroluman - Gambodes - Ganatan - Greenfield - Kabalantian | - Katipunan - Kinawayan - Valle de Kulamán - Lanao Kuran - Libertad - Makalangot | - Malibatuan - María Caridad - Meocan - Naje - Napalico | - Salasang - San Miguel - Santo Niño - Sumalili - Tumanding |  |

## Historia
La palabra Arakan se deriva del término manobo "ara", que significa la abundancia de recursos naturales y "kan", que significa heroísmo, lo que traducido significa valle rico poblado de valientes.

Este territorio fue habitado por varios grupos etnolingüísticos, predominantemente de las tribus manobo-Kulamanon y manobo-Tinananon.
Por este motivo los nombres de los dos grandes ríos son lo de Kulaman y de Tinanan.
A lo largo de los años, se mantuvieron contactos con otras tribus como Matigsalogs y Bagobo.

### Influencia española
Este territorio fue parte del Imperio español en Asia y Oceanía (1520-1898). Hacia 1696 el capitán Rodríguez de Figueroa obtiene del gobierno español el derecho exclusivo de colonizar Mindanao.
 El 1 de febrero de este año parte de Iloilo alcanzando la desembocadura del Río Grande de Mindanao, en lo que hoy se conoce como la ciudad de Cotabato.

Los misioneros de la Compañía de Jesús convirtieron al cristianismo a la mayor parte de los miembros de tribu manobo,  caracterizada por ser guerrera y temible.

### Ocupación estadounidense
En la década de 1930 llegan los primeros pobladores procedentes de las islas  Visayas, procediéndose a la tala masiva de bosques con fines agrícolas. Debido a estas actividades, los Manobos, reacios a la integración,  se alejan de las áreas ocupadas por los bisayas, estableciéndose en las tierras altas.

### Independencia
En la década de 1970 el alcalde de Magpet Froilán Matas,  municipio madre de Arakan,  apoyó al capitán del barrio de Greenfield Aproniano A. Ébano, en la creación de un municipio independiente. En  1972 reciben el apoyo del asambleísta Salipada K. Pendatun. La declaración de la ley marcial en este mismo año disuade de la creación de un nuevo municipio que agruparía los servicios básicos de los barrios más remotos de Magpet.
En 1986 apoyan la iniciativa del proyecto de ley patrocinado por el congresista Gregorio A. Andolanael el primer teniente de alcalde Aproniano A. Ébano, Sr. y el Gobernador de Cotabato Rosario P. Diaz. Hubo que esperar cinco años, cuando el Ayuntamiento de Arakan finalmente fue creado el 30 de agosto de 1991. Las elecciones locales se celebran el 11 de mayo de 1992.